# Lossa (Unstrut)
La Lossa est une rivière, affluent de l'Unstrut, dans les Länder de Saxe-Anhalt et de Thuringe.

## Géographie
La Lossa a sa source à l'ouest du territoire de Lossa, aujourd'hui quartier de Finne, sur la colline du même nom. Elle coule vers le sud en passant par Rastenberg et Mannstedt puis vers l'ouest par Guthmannshausen, Olbersleben et Großneuhausen. La Lossa se jette dans l'Unstrut près de Leubingen ; la Lossa et l'Unstrut partagent le même lit jusqu'à Griefstedt où un bras de l'Unstrut va à gauche et un bras de la Lossa à droite. Les deux rivières se retrouvent finalement derrière Gorsleben.

## Étymologie
Lossa est un dérivé de Lachs.

## Source, notes et références
- (de) Cet article est partiellement ou en totalité issu de l’article de Wikipédia en allemand intitulé « Lossa (Unstrut) » (voir la liste des auteurs).